# Kuat
Kuat är en läskedryck med smak av guarana som tillverkas av Coca-Cola i Brasilien. Drycken introducerades 1997 som ett svar på den populära konkurrenten Guaraná Antarctica.
Läsken har även tillverkats i Sverige, men då under namnet San São[källa behövs].